# Utazás a koponyám körül (könyv)
Az Utazás a koponyám körül Karinthy Frigyes 1937-ben megjelent regénye.
2018-ban megjelent a POKET Zsebkönyvek kiadványaként is.

## Cselekmény
Az író agydaganatának tünetei és a stockholmi Herbert Olivecrona professzor által 1936. május 5-én végrehajtott operációja körülményeinek részletes leírása.

## Film- és színdarabváltozat
1970-ben Latinovits Zoltán és Ruttkai Éva főszereplésével magyar filmet forgattak belőle. Alkotói: Révész György (filmrendező) Ránki György (zeneszerző), Illés György (operatőr).
2021-ben a B32 előadásában, Scherer Péter rendezésében és főszereplésével született azonos című színdarab.